# Jimmy Karz
Jimmy Karz, nome vero di James Elliot Karz (Los Angeles, 26 luglio 1984), è un attore statunitense.

## Filmografia

### Cinema
- Matilda 6 mitica (Matilda), regia di Danny DeVito (1996)
- Prima o poi me lo sposo (The Wedding Singer), regia di Frank Coraci (1998)

### Televisione
- E.R. - Medici in prima linea - serie TV , 1 episodio (1998)